# 锅巴菜
锅巴菜（天津话：/kɑ21 bɑ1 ʦʰaɪ̯53/，普通话諧音“嘎巴菜”），是中国天津独特的地方风味小吃和特色早餐，具体的起源已无从考证，有说法称其已有300余年历史。锅巴菜的味道以咸鲜见长，早年分荤素2种，而流传下来的为素卤。
“大福来锅巴菜”是天津锅巴菜唯一的中华老字号。1997年，大福来锅巴菜被中国烹饪协会认定为首批“中华名小吃”，2009年，“大福来锅巴菜制作技艺”已经被列入第2批天津市非物质文化遗产名录。2019年，天津市餐饮行业协会公布了锅巴菜的制作加工技术规范，可供制作者参考。
目前，锅巴菜在起源地天津最为流行，在美国、加拿大等华人聚居地区的天津风味餐厅中也有销售。

## 历史沿革

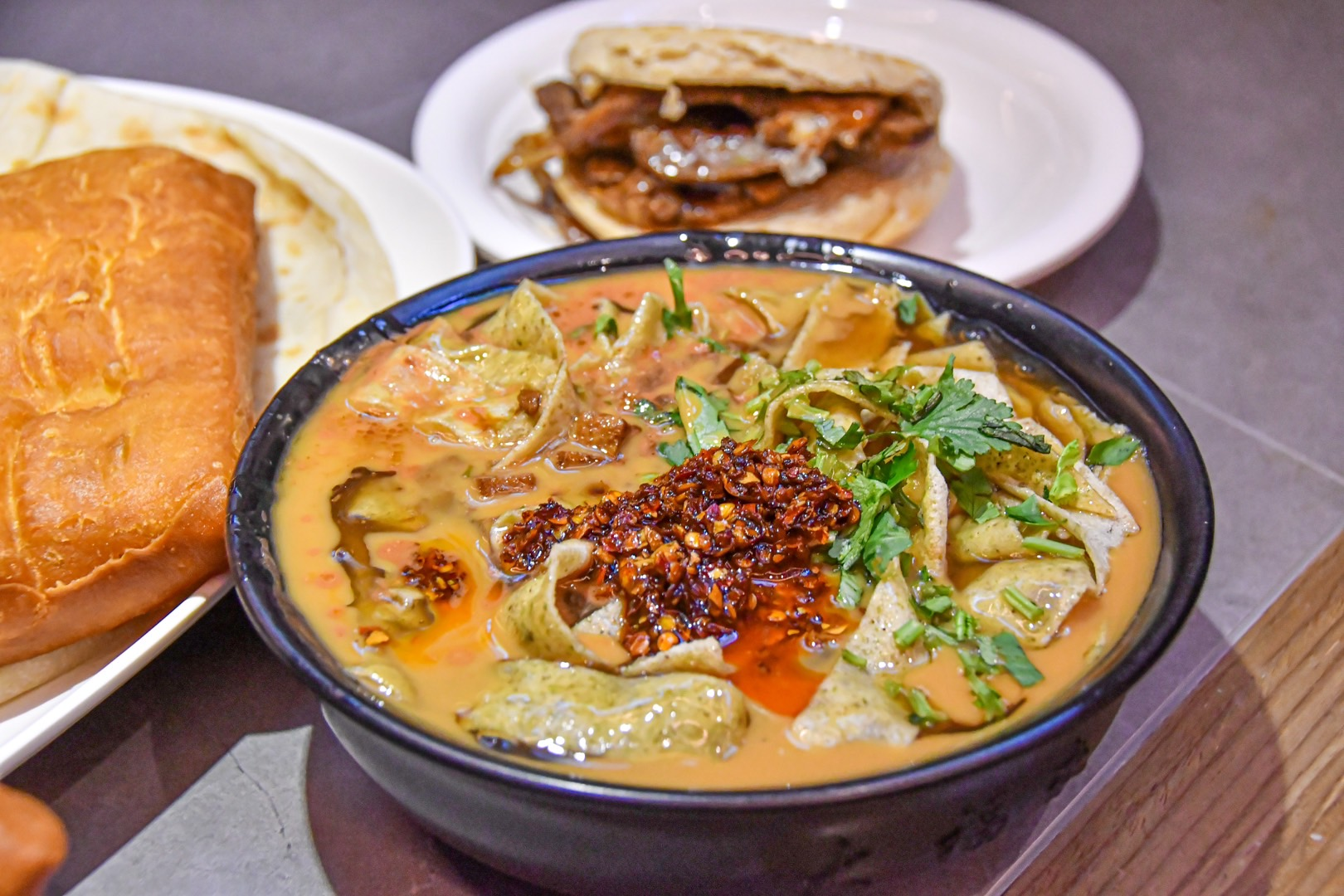
天津风味早餐中的锅巴菜

### 起源
一般认为锅巴菜创制迄今有300余年的历史，但关于锅巴菜的起源，没有经过严谨考证的结论。《天津特产风味指南》和《天津民风》等书中的记载的进京赶考、乾隆赐名等故事均具有相当的传说色彩。《天津通志·二商志》认为，源自早年到天津谋生的山东人，用绿豆和米用水磨磨成面糊，再摊制成绿豆煎饼。然后，他们将绿豆煎饼切成柳叶形状，即所谓的“锅巴”（天津话中读作“嘎巴”），挑着预先制好的卤汁到街头巷尾叫卖。出售时，把锅巴搅入卤内，放上小料，既可当稀食，亦可做主食，受到大众欢迎。清朝康熙年间，文学家蒲松龄的《煎饼赋》中描述了当时山东人沏煎饼汤的吃法，一定程度上佐证了这一说法。也有观点认为，锅巴菜源自大福来，其锅巴菜制作技艺始创于清朝乾隆二十二年（1757年）张兰、郭八夫妇经营的“张记煎饼铺”。

### 历史
锅巴菜是天津独有的风味小吃，一般认为锅巴菜创制迄今有300余年的历史，但早期的可靠记载不多。根据《天津通志·民俗志》记载，最早在1930年代，销售锅巴菜的早点铺和摊贩已经遍布天津全市，拥有字号的早点铺已有10余家。随着，锅巴菜的制作方法、用料质量不断改进提升，受到天津市民的普遍接受和喜爱。1946年，天津市饮食行业有四个公会，虽然不包含锅巴菜，但锅巴菜铺是天津早点铺中较为常见。在1940年代，天津的锅巴菜市场曾一度出现“大福来”“万顺成”两大有名的字号，其中大福来锅巴菜铺店址位于天津市传统的回民聚集区，属于清真回民锅巴菜的代表，其第二代创始人张起发以优质原料、多味混合制作获得成功。万顺成则是非清真汉民锅巴菜的代表。

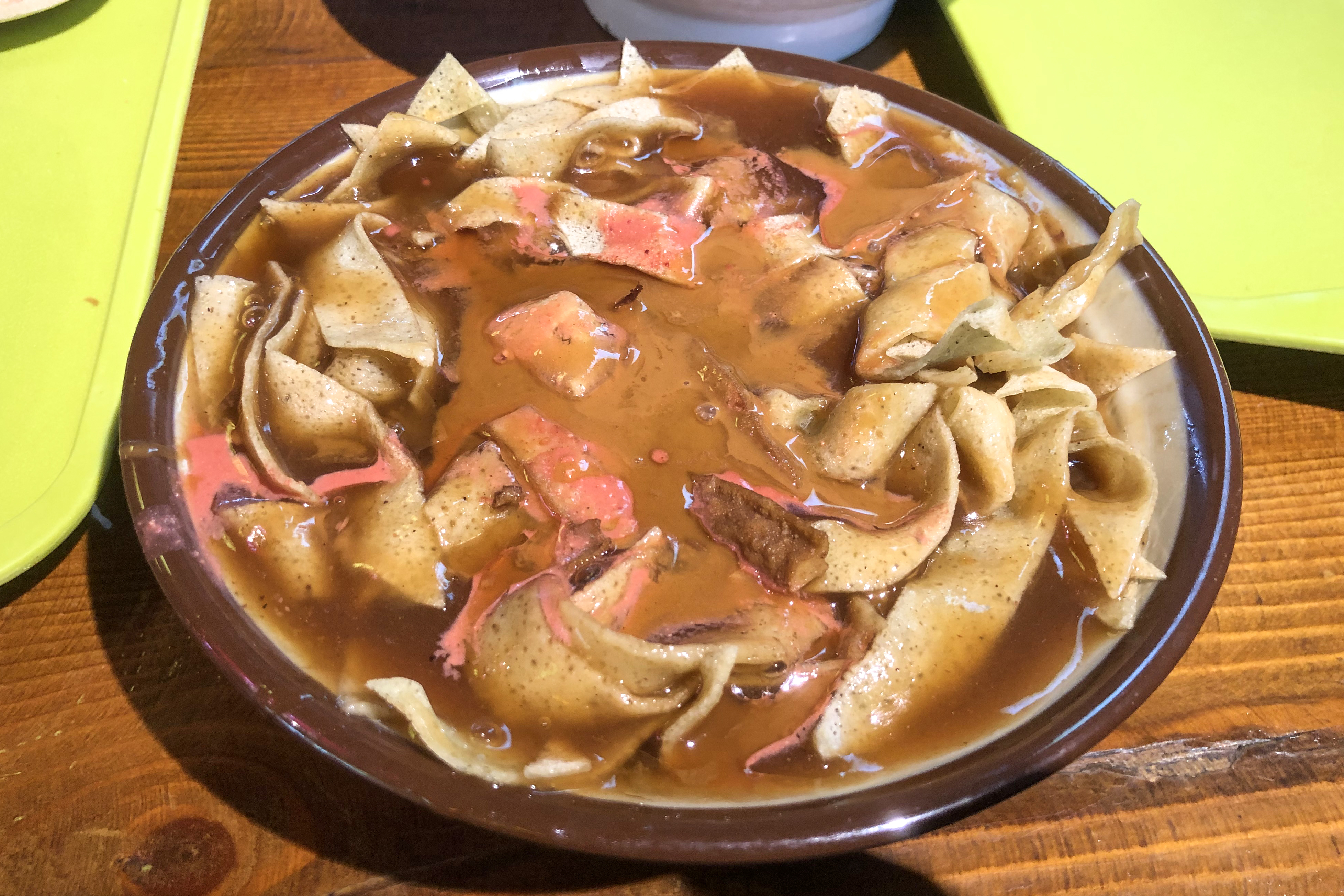
滨海新区的一家早餐铺售卖的锅巴菜

1956年，公私合营之时，各家私营的锅巴菜铺均改为国营，被编入国营饮食公司成为小吃店或早点部，其中大福来张氏末代掌门人张凤祥响应政府号召，大福来开始由私企转为国营，配方和制作工艺由张氏家族传承改为了师徒传承。颇具规模的大福来锅巴菜铺被纳入红桥区饮食公司一部分，后与许多无名小店铺整合成为大福来早点部。文革期间，天津地区的锅巴菜的销售多以国营食品公司下设的早点部为主，期间主营锅巴菜的大福来早点部一度更名为“新胜利早点部”“西大湾子早点部”等。1983年，天津市饮食公司组织的食品评优活动，红桥区大福来锅巴菜铺的大福来锅巴菜入选十佳。1990年，天津市饮食公司再度组织评选优秀食品评选，红桥区振华早点部锅巴菜入选。2009年，“大福来锅巴菜制作技艺”已经被列入第二批天津市非物质文化遗产名录。随着时代的变迁，除大福来等老字号还在营业外，万顺成、张茂林、宝和轩曾经有名的锅巴菜铺的字号已经消失。

## 制作方法

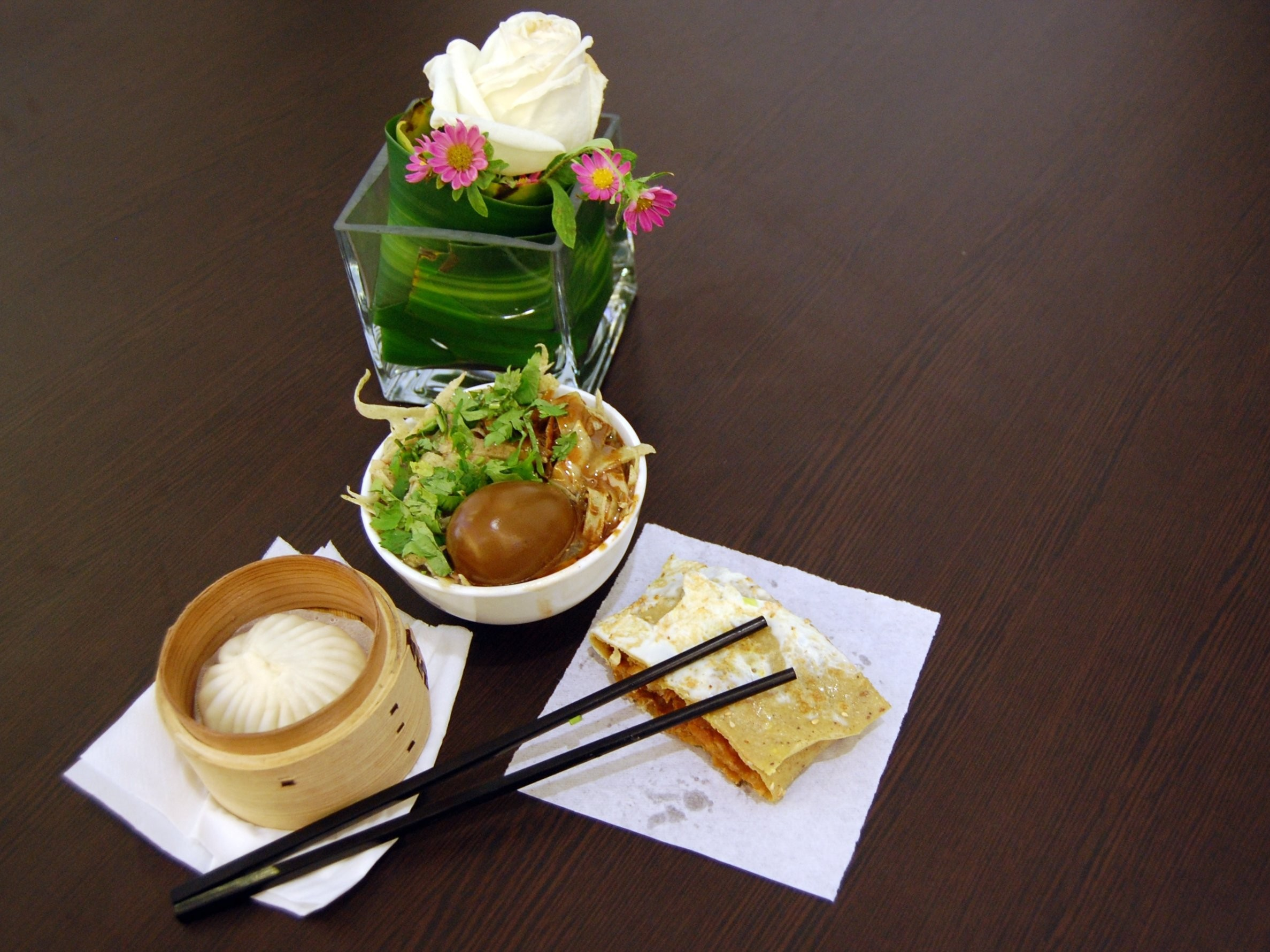
锅巴菜、狗不理包子和煎饼果子

### 原料
锅巴菜分为锅巴（嘎巴）、卤汁和辅料三部分。主料是锅巴（嘎巴），是用绿豆和小米水磨成浆或直接用绿豆面和小米面制按比例配比摊成的薄煎饼，晾凉后切成柳叶条块。卤汁是用酱油、盐、姜末、五香面、大料面、酱料及水淀粉熬制，还要用香菜根炸的油为底油，其中酱料使用香油、面酱、葱花、姜末、五香面、大料面等炒制。在制成后，先将锅巴放入熬制好的卤汁内，轻轻搅拌，以锅巴完全沾到卤汁为止，随即盛入碗内，再加上辣油、香油调制的麻酱、酱豆腐水、香菜叶、卤豆腐干等辅料即可。传统的锅巴菜在制作过程中用到的主料加辅料共40多种。

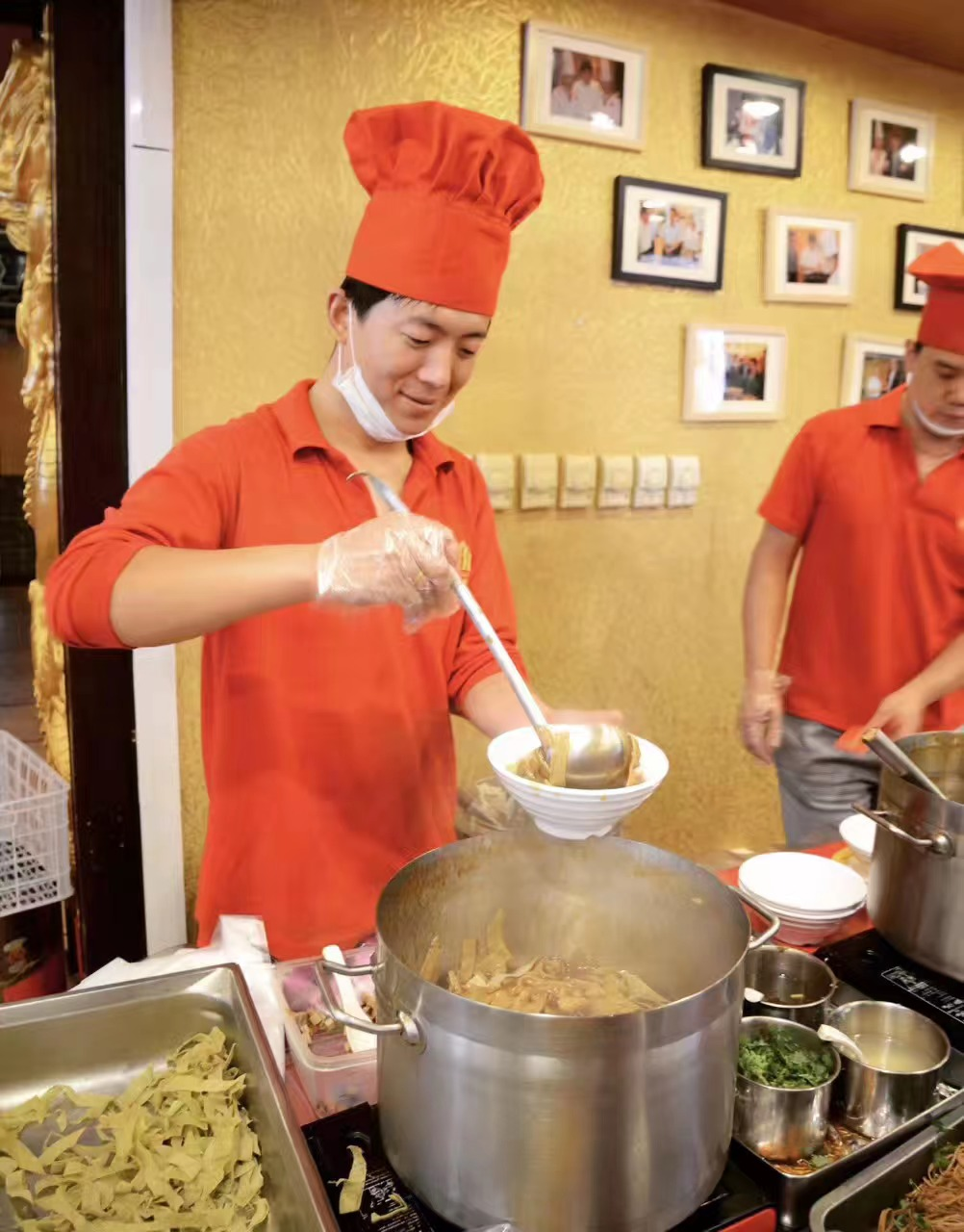
天津狗不理水上餐厅早餐时间正在盛制锅巴菜

### 工艺
《天津地方传统名吃制作加工技术规范 锅巴菜》对主流的锅巴菜的制作方法进行了总结，并确定为非约束性的行业团体标准。
根据行业团体标准，锅巴的制作由绿豆面与米面按一定比例配置（一般按7：3的比例），配置后倒入容器内加适量清水和调味料调制成面糊，经煎饼铛加热制作成薄饼，待冷却后切割成柳叶形或菱形等形状晾干。卤汁由葱、姜、大料等辅料配以酱油等调味料制作。二者制作完成后，将锅巴主料放入盛有卤汁的容器内浸匀盛入餐具内，辅以香菜碎、芝麻酱（花生酱）、腐乳汁、辣椒油等辅料制作而成的锅巴菜。《天津通志·二商志》提及传统的锅巴菜铺还会加入新鲜炸制的香干菱形小片，搭配腐乳酱汁使味道醇厚，风味突出。

## 行业标准
2016年，在天津市商务委员会、天津市市场监督管理委员会的支持下，天津市餐饮行业协会牵头开始起草《天津地方传统名吃制作加工技术规范》系列标准，锅巴菜与煎饼馃子、杨村糕干、麻花等均在计划之列。
2018年5月16日，天津市餐饮行业协会率先公布了T/TJCY 002-2018《天津地方传统名吃制作加工技术规范 天津煎饼馃子》的团体标准。该标准作为团体标准，不具有强制性，会员单位可约定采用，非会员社会经营者可自愿采用，曾一度引起热议。随后2019年1月，《天津地方传统名吃制作加工技术规范 锅巴菜》的团体标准正式公布。
部分消费者认为，对于锅巴菜等天津传统小吃，推出统一的标准没有必要，并担忧因此失去了各家锅巴菜的口味特色。

## 文化与流行

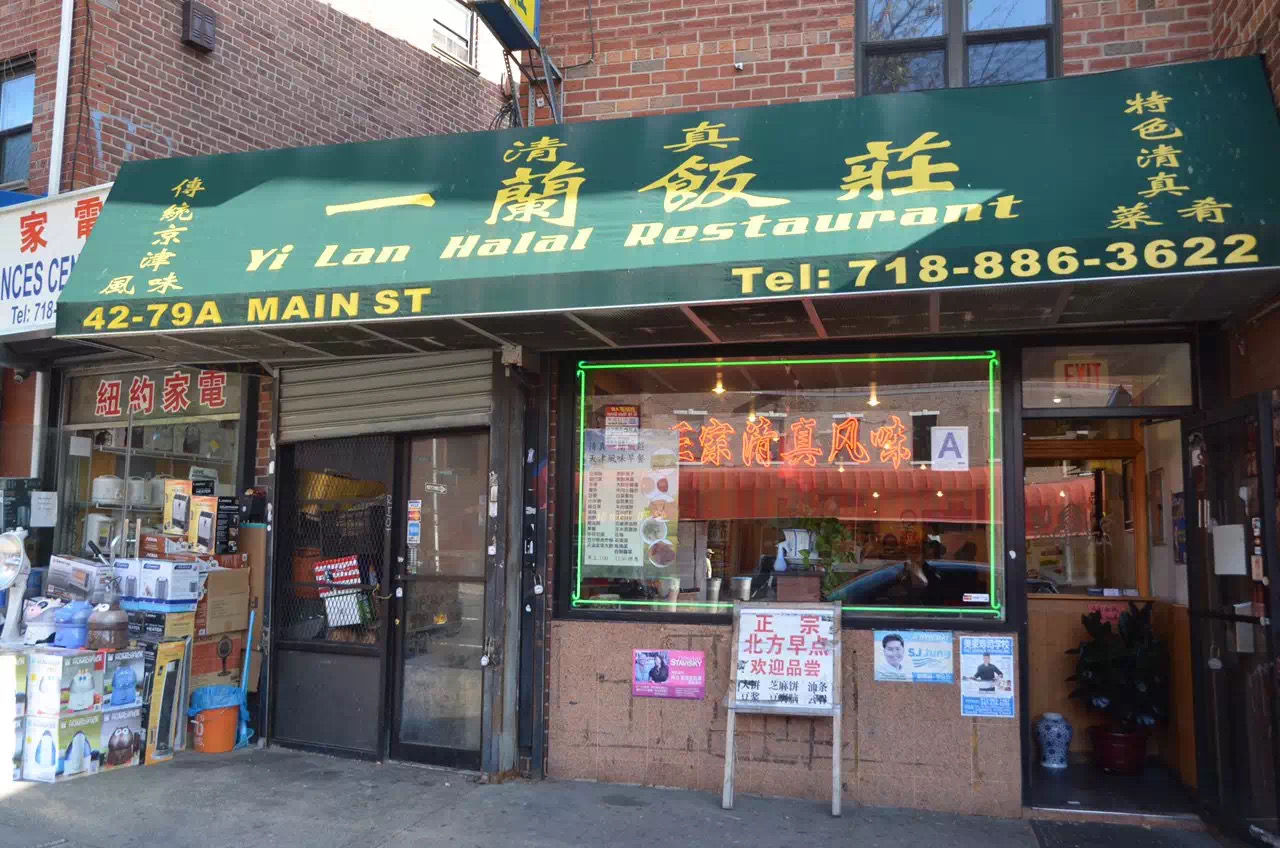
纽约一家售卖锅巴菜的中餐厅

目前，锅巴菜与煎饼馃子一样在天津的饮食文化中有重要地位，特别是在天津当地是最受欢迎和独具特色的早餐之一。通常，锅巴菜在食用时会佐以芝麻烧饼、牛肉烧饼等。

### 老字号
在1940年代，天津的锅巴菜市场曾一度有“大福来”“万顺成”两个老字号并立，其中大福来锅巴菜铺属于清真回民锅巴菜的代表，万顺成则是非清真汉民锅巴菜的代表。后来，万顺成被整合为辽宁路京津小吃店，现在已不存在。目前，在天津本地经营锅巴菜的著名的老字号仅剩大福来、真素诚等，很多曾经有名的字号如万顺成、张茂林、宝和轩等均已经消失。大福来起源后经营地点一直位于天津老城土地庙前二十九号（西北角西大湾子）。1956年公私合营，大福来锅巴菜铺被并入国营红桥区饮食公司，后与许多无名早点铺整合成大福来早点部，但后期大福来牌匾名称一度停用。直至改革开放初期，大福来锅巴菜铺字号被重新启用，2005年组建了大福来餐饮管理有限公司专营锅巴菜等早餐。目前，“大福来锅巴菜”是唯一入选的中华老字号。另外一家口碑良好的锅巴菜铺真素诚，早年则是沧州人在天津三条石地区开立的香油坊字号，即真素诚香油坊，在1956年公私合营时被收归国营。其子女曾在官银号国营早点铺工作，1979年因失业原因在居住的金钢桥菜道口附近开始经营早点铺，沿用了祖上真素诚的字号。经过几十年的经营，目前真素诚成为在天津拥有20余家直营店的连锁早餐店。

### 流行

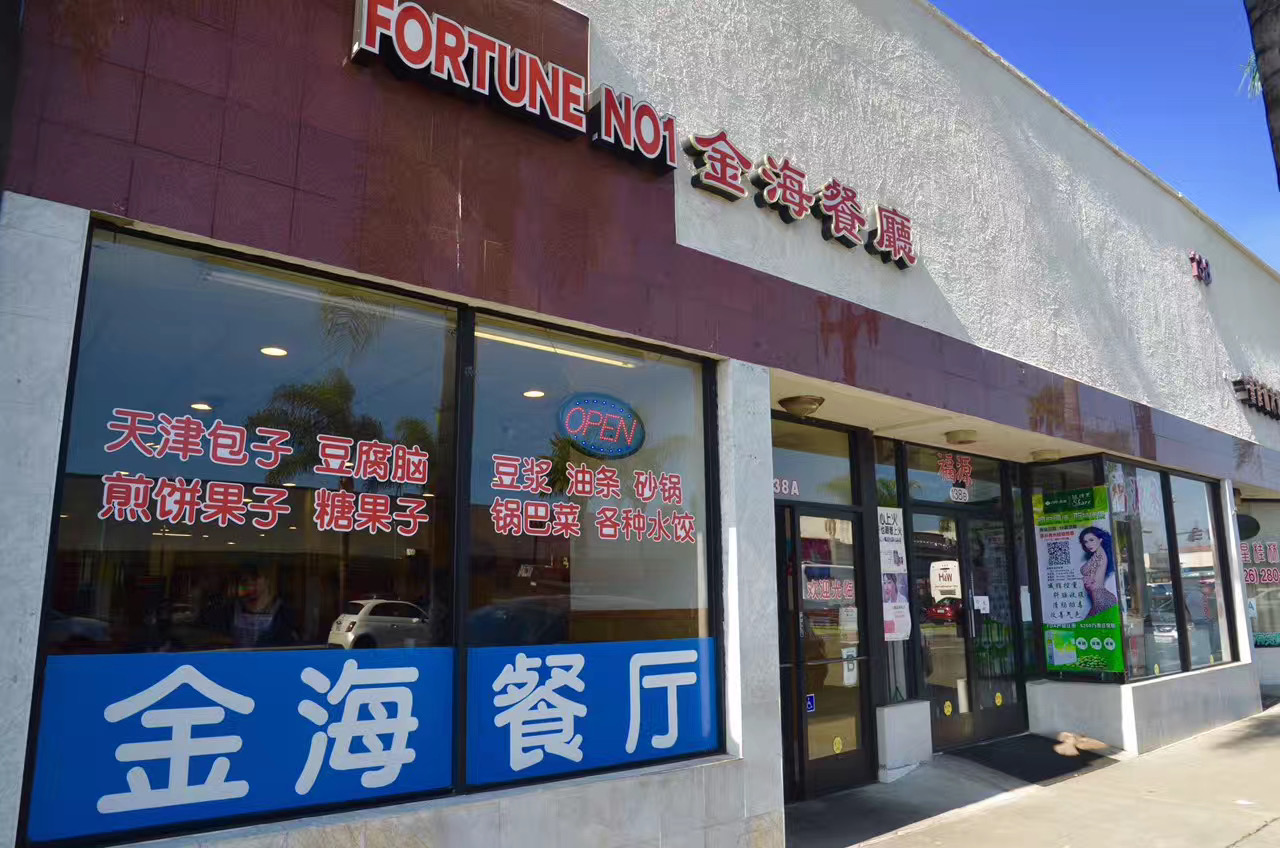
美国蒙特利公园市的一家天津风味中餐厅，售卖锅巴菜等天津特色小吃

锅巴菜深受天津本地人士以及曾经旅居天津的人士喜爱，如青年时期曾在天津读书的第六届全国政协主席邓颖超十分青睐天津的锅巴菜和煎饼馃子。有天津市民在接受关于天津饮食的采访中表示，锅巴菜、煎饼馃子等天津特色早餐是天津饮食中最具特色的。
锅巴菜作为标志性的地方特产之一，是天津市政府招待国家领导人和国内外宾客的指定食品。中国前国家主席刘少奇1963年到天津视察时品尝巴菜后曾给予好评，2008年，时任中国商务部部长陈德铭在滨海新区召开会议期间品尝锅巴菜后赞不绝口。夏季达沃斯论坛等天津主办的外事活动中，锅巴菜、煎饼馃子等小吃都会成为晚宴的菜品。2020年1月26日开始，天津市选派近1,300名医护人员驰援湖北新馆疫情防控一线之际，同时派出了厨师团队为天津医疗志愿团队专门制作锅巴菜和煎饼馃子等天津特色早餐，突显了锅巴菜在天津饮食文化中的重要性。
但由于推广不佳，锅巴菜的流行程度不如煎饼馃子，一般仅在天津地区常见。在入围非物质文化遗产之后，锅巴菜也在扩大产能等问题上遇到了困难，难以大幅推广。作为天津特色饮食代表，锅巴菜随着移民已经逐渐出现在美国纽约、蒙特利尔公园、加拿大滨湖尼亚加拉等地的华人聚居地区的天津风味餐厅中。而随着电子商务的发展，预制锅巴菜的网购形式已经出现。
- 天津狗不理餐厅售卖的锅巴菜
- 深圳一家天津风味餐厅售卖的锅巴菜
- 美国蒙特利公园市金海餐厅的锅巴菜
- 加拿大滨湖尼亚加拉一家天津早餐铺的锅巴菜